# Dragon Trainer (film 2010)
Dragon Trainer (How to Train Your Dragon) è un film d'animazione del 2010 diretto da Chris Sanders e Dean DeBlois.
Tratto dal libro Come addestrare un drago scritto nel 2003 da Cressida Cowell, ambientata nel mondo dei Vichinghi, è incentrata sulla storia di un gracile ragazzo di 15 anni, Hiccup, che fatica ad ambientarsi e a dimostrare il suo valore in qualità di uccisore di draghi (occupazione principale di ogni vichingo), ma lui è destinato a infrangere ogni tradizione.
È il primogenito di un franchise molto ampio, composto da 4 cortometraggi e due serie televisive. Ha due sequel: Dragon Trainer 2 (2014) e Dragon Trainer - Il mondo nascosto (2019).
Acclamato da critica e pubblico, il film ha ottenuto due nomination ai Premi Oscar 2011 (miglior film d'animazione e miglior colonna sonora), il Golden Globe e il BAFTA nella stessa categoria (poi persi a favore di Toy Story 3 - La grande fuga).

## Trama
Sull'isola di Berk l'occupazione principale di ogni vichingo è dimostrare il suo valore in qualità di uccisore di draghi, che periodicamente rubano il bestiame. Il giovane Hiccup figlio del capovillaggio Stoick è troppo piccolo e gracile per combattere i draghi, così inventa dispositivi meccanici durante il suo apprendistato con Skaracchio il fabbro.
Un giorno, durante un attacco dei draghi al villaggio, Hiccup riesce ad abbattere una Furia Buia, la specie di drago più pericolosa e rara conosciuta. Una volta trovato il drago però non riesce a ucciderlo e mosso a compassione lo libera ma nota la sua incapacità di volare, per via della coda mutilata dalla trappola creata dal ragazzo. Le visite di Hiccup nella foresta sono sempre più frequenti e pian piano riesce a conquistare la fiducia del drago, che chiama Sdentato per via dei suoi denti retrattili, che dimostra una grande intelligenza, curiosità e capacità di apprendimento. Tuttavia, un drago incapace di volare è un drago che ha pochissime speranze di sopravvivenza, per cui Hiccup per aiutarlo, gli costruisce una protesi apposita alla coda per permettergli di volare, ed essendo la protesi instabile, dopo diversi tentativi, Hiccup la modifica e trova una soluzione efficace e impara a cavalcare Sdentato.
Nel frattempo, Stoick parte con numerosi guerrieri alla ricerca del nido dei draghi per porre fine alle invasioni e inserisce il figlio nel corso di addestramento anti-drago dei giovani vichighi. Hiccup ormai è convinto che quanto sanno i vichinghi sui draghi sia tutto sbagliato: studiando il comportamento di Sdentato, Hiccup diventa abile ad addomesticare i draghi custoditi per la formazione dei giovani vichinghi e a farsi valere nell'addestramento contro i draghi. I suoi modi poco ortodossi (ferma i draghi a gesti, come se fossero animali domestici, invece che passare alle armi) stupisce in positivo tutti i vichinghi, che prima lo emarginavano per la sua gracilità e goffaggine. In compenso fa invidia ad Astrid, ragazza abilissima nel combattimento e della quale Hiccup è da sempre innamorato, e che, insospettita dall'improvviso miglioramento di Hiccup, decide di seguirlo di nascosto, scoprendolo insieme con Sdentato. Prima che lei possa svelare il suo segreto al villaggio, Hiccup la porta a fare un giro in sella al drago per dimostrarle che i draghi non sono cattivi come i vichinghi hanno sempre creduto, riuscendo a farle cambiare idea.
Ma Sdentato per errore li porta al Nido dei Draghi, dove i ragazzi scoprono che tutto il cibo rubato viene usato per nutrire un mostruoso drago chiamato Morte Rossa, che mangia i suoi simili se non adempiono al loro compito. Il trio riesce a fuggire, non senza difficoltà e al ritorno a Berk Astrid cerca di convincere Hiccup a raccontare al villaggio ciò che hanno appena visto. Per proteggere il suo drago a cui ormai è fortemente legato e affezionato, però, il ragazzo decide di tacere.
Il giorno seguente, Hiccup sostiene l'esame per diventare vichingo: dovrà uccidere un drago davanti all'intero villaggio. Egli però si rifiuta di farlo, tentando di dimostrare a tutti la vera natura dei draghi. Ma Stoick furioso fa arrabbiare erroneamente il drago, che tenta di uccidere Hiccup. Avendo avvertito che l'amico si trova in pericolo sopraggiunge Sdentato che protegge Hiccup e lo salva, ma nel caos più totale viene però imprigionato dai vichinghi.
Stoick se la prende furiosamente con Hiccup, che accidentalmente gli rivela di aver trovato il Nido dei Draghi e che solo un drago può trovare l'isola. Stoick rinnega il figlio e parte per il nido con Sdentato come guida intenzionato a distruggere tutti i draghi, lasciando Hiccup e i suoi amici a Berk.
Arrivati sull'isola, Stoick e gli altri vichinghi aprono una breccia nel nido: ne escono migliaia di draghi che però scappano senza combattere e all'improvviso appare la Morte Rossa, che non lascia vie di fuga ai guerrieri. A quel punto intervengono Hiccup e i suoi amici accorsi da Berk in groppa ai draghi tentando un attacco alla Morte Rossa, che però si rivela del tutto fallimentare.
Nel frattempo Hiccup libera Sdentato aiutato da Stoick, che si scusa per tutto ciò che ha detto e fatto. Hiccup e Sdentato attirano la Morte Rossa su di loro, costringendolo a volare per inseguirli, ma durante la battaglia aerea, la protesi artificiale di Sdentato prende fuoco a causa dei colpi lanciati dal gigantesco drago. Prima che possano precipitare Sdentato con i suoi colpi al plasma sotto la guida di Hiccup colpisce la bocca della Morte Rossa, dando fuoco al gas contenuto all'interno e facendolo schiantare al suolo con un'esplosione. Nella fuga dalle fiamme Hiccup cade dalla groppa di Sdentato, che cerca disperatamente di recuperarlo. Il fuoco li avvolge ed entrambi sembrano sparire.
Quando cala il silenzio, Stoick trova e raggiunge Sdentato. L'uomo si dispera credendo di aver perso suo figlio, ma non è così: il drago è riuscito a salvare Hiccup, avvolgendolo nelle sue ali. Qualche giorno più tardi, Hiccup si risveglia e scopre di aver perso la gamba sinistra dal ginocchio in giù nel combattimento, sostituita da una protesi. Scopre anche che la guerra tra vichinghi e draghi è giunta al termine, e che questi ultimi sono divenuti abitanti del villaggio. A Hiccup viene regalata una nuova sella che si adatta alla sua protesi e a sua volta, una nuova protesi per la coda di Sdentato. Finalmente accettati per ciò che sono, Hiccup e Sdentato si alzano in volo insieme.

## Personaggi
- Hiccup Horrendus Haddock III: chiamato spesso Hic, è il figlio di Stoick l'Immenso, il capo del villaggio vichingo. I due non potrebbero essere più diversi, visto che Hiccup è un ragazzino gracile, sarcastico ed estremamente intelligente, tutte caratteristiche che solitamente non è facile riscontrare in un vichingo. Per questo motivo, il ragazzo viene emarginato da tutti e ritenuto incapace di confrontarsi con i draghi. Durante un attacco, Hiccup colpisce una Furia Buia, ma non riesce a ucciderlo, a causa del suo buon cuore. Con il tempo, grazie alla pazienza del ragazzo, i due diventano amici e imparano a fidarsi l'uno dell'altro. Con le sue abilità di fabbro, costruisce una protesi per il drago, chiamato "Sdentato", rimasto mutilato alla coda, e impara a cavalcarlo costruendo anche una sella, permettendo loro di volare insieme. Lo scontro col re dei draghi cattivo, lo priva del piede sinistro, che gli viene sostituito con una protesi a molla.
- Sdentato (Toothless): una Furia Buia, drago molto temuto dai vichinghi, essendo il più misterioso e letale di tutti. Non è particolarmente grande, ma possiede una notevole forza e una grande velocità. È completamente nero con gli occhi verdi. Viene catturato da Hiccup durante un attacco al villaggio, e successivamente risparmiato dal giovane, che lo libera. In seguito, il ragazzo lo ritrova nella foresta, e scopre che parte della sua coda è mutilata, cosa che impedisce al drago di volare. Viene chiamato Sdentato quando Hiccup si rende conto che i suoi denti sono retrattili. Hiccup in seguito realizza una protesi che permette al drago di volare di nuovo, e questo lega di più i due, che diventano inseparabili. Alla fine, Sdentato aiuta Hiccup a sconfiggere la Morte Rossa, e a portare la pace tra le due razze, uomini e draghi, e da quel momento rimarrà al suo fianco per tutta la vita.
- Astrid Hofferson: è la ragazza più bella e abile del villaggio, la migliore nell'addestramento anti-drago e la ragazza di cui Hiccup è innamorato. Nota Hic solo per invidia, quando il ragazzo comincia a ottenere risultati migliori di lei nell'arena, e quindi prende a seguirlo, finendo con lo scoprire Sdentato. Ma dissuasa da Hiccup, acconsente ad aiutarlo e promette al ragazzo di occuparsi di Sdentato se le cose debbano andare male. È lei a lanciarsi in soccorso di Hiccup nell'arena, a offrirgli aiuto e a farlo ragionare, quando il ragazzo è affranto e disperato per la cattura di Sdentato. Astrid si affeziona molto al ragazzo ed è veramente distrutta quando sembra che Hic non sia sopravvissuto allo scontro con il drago gigante. Il drago che cavalca è un Uncinato Mortale, Tempestosa (Stormfly).
- Gambedipesce Ingerman: è un corpulento ragazzino fifone e nervoso, ma è un inesauribile fonte di conoscenza sui draghi e sulla natura in generale, e preferisce imparare più sui libri che sul campo. Spesso è pessimista riguardo ai piani ad alto rischio, ma è disposto ad andare oltre la sua codardia se la causa è giusta. Di carattere gentile e poetico cavalca il Gronkio femmina, Muscolone (Meatlug), col quale ha un rapporto dolce e affettuoso,  anche se di natura un po' bizzarra.
- Moccicoso Jorgenson: è un ragazzo arrogante, ruvido e alquanto presuntuoso. Considera sé stesso e Hiccup acerrimi nemici (per lo sconforto di quest'ultimo) e spesso lo prende in giro. Tuttavia, sotto sotto non vuole che a Hiccup succeda qualcosa di male, ed è dopotutto invidioso delle abilità del suo rivale. È interessato ad Astrid e non lo nasconde, ma i suoi tentativi, vanesi e stupidi, disgustano la ragazza. Cavalca l'Incubo Orrendo, Zannacurva (Hookfang). Nel libro lui e Hiccup sono cugini.
- Testaditufo e Testabruta Thorston: due gemelli, rispettivamente maschio e femmina, adrenalinici ma non usano spesso il cervello, amanti della distruzione e delle situazioni estreme; i due passano la maggior parte del tempo a litigare e prendersi a botte. Cavalcano il Bizippo, Vomito e Rutto (Barf & Belch), anche se con qualche difficoltà dovuta alla loro rivalità fraterna. Tuttavia amano molto il loro drago e non si separano mai da lui, né l'uno dall'altra.
- Stoick l'Immenso: è il capo villaggio dei vichinghi di Berk e padre di Hiccup. Saggio, ma testardo e realista, egli ama molto suo figlio, ma è totalmente incapace di capirlo; vederlo incapace di comportarsi come un vero vichingo lo rende estremamente preoccupato per la sua incolumità, in qualche modo dandosi la colpa dei fallimenti del figlio. Proteggere il suo popolo è tuttavia la sua priorità assoluta. La sua forza fisica è immensa, in grado di mettere in fuga un Incubo Orrendo solo malmenandolo a mani nude.
- Skaracchio: è il migliore amico di Stoik e fabbro del villaggio, oltre che addestratore dei giovani vichinghi al combattimento coi draghi. Nel corso degli anni nell'affrontare i rettili sputafuoco ha perso un dente (sostituito con un sasso sagomato), la gamba destra (sostituita con una gamba di legno) e la mano sinistra. Piuttosto ingegnoso per essere un vichingo, ha sostituito la mano perduta con una serie di protesi utili in qualsiasi situazione. Mentore di Hiccup come fabbro, spesso Skaracchio si ritrova a essere il ponte di contatto fra Stoick e suo figlio. Leale e fedele ma di personalità bizzarra, Skaracchio adotta metodi poco convenzionali e decisamente poco sicuri per addestrare i giovani vichinghi al combattimento coi draghi e ha la tendenza a raccontare storie, che seppure racchiudano un fondo di verità, rimangono tuttavia astruse e impossibili. È lui a costruire la protesi a molla di Hiccup quando quest'ultimo finisce menomato, e seguendo i progetti di Hiccup ricostruisce l'ala di Sdentato e riadatta la sella di Hiccup per il suo nuovo piede di ferro.

### Draghi
I draghi che vivono vicino a Berk sono stati per secoli la piaga dei vichinghi, ma si è scoperto che rubavano il bestiame solo per sfamare un drago enorme (Morte Rossa) che altrimenti li avrebbe mangiati tutti (in genere, i draghi si cibano prevalentemente di pesce, anche se non disdegnano altri cibi).
Dopo la sconfitta di quest'ultimo da parte del protagonista del film insieme con Sdentato, i draghi smisero di attaccare il bestiame e il villaggio di Berk e i vichinghi dell'isola cominciarono a conviverci e ad addestrarli. Il comportamento dei draghi ricorda per la maggiore quello dei gatti e nel film varie sono le similitudini, che si notano soprattutto quando Hiccup addomestica Sdentato e adotta le tecniche apprese nell'arena.
Adorano essere accarezzati sulla testa e sotto il collo, quando vengono accarezzati emettono versi simili alle fusa, un particolare tipo di erba (e erba draga) li manda in brodo di giuggiole, seguono oggetti che si muovono come per esempio una luce, quando sono tranquilli hanno le pupille dilatate e infine concedono parte del proprio cibo a coloro che vengono considerati padroni o amici. La maggior parte dei draghi, ma non tutti, è fornita di un punto cieco, viene confusa dai forti rumori, non riesce a sputare fuoco con la testa bagnata e ha un limite di colpi di fuoco, ed è stranamente spaventata dalle anguille. Le loro uova esplodono piuttosto violentemente in un'incandescente poltiglia quando si schiudono.
Esistono moltissime specie di draghi, alcune con caratteristiche totalmente inconfrontabili con gli altri rettili o persino i vertebrati in generale, che i vichinghi di Berk dividono in otto differenti classi:
- Strike: sono velocissimi e molto intelligenti.
- Sharp: sono vanitosi e orgogliosi e attaccano usando parti del corpo affilate.
- Stoker: sono bruciatori seriali che si concentrano sull'uso del fuoco.
- Boulder: sono draghi prevalentemente terrestri e si nutrono anche di sassi.
- Fear: sono furtivi, subdoli, e spesso hanno più teste. Questa classe non viene più riconosciuta dai vichinghi di Berk, in quanto i draghi non sono più visti con terrore.
- Tidal: sono potentissimi e vivono in prossimità del mare.
- Mystery: sono draghi dei quali non si sa molto, finché non vengono studiati e assegnati a una specifica classe.
- Tracker: sono draghi che possiedono un olfatto acuto.

Di seguito vengono riportate le specie apparse nel film:
- Furia Buia: è il rappresentante della classe Strike. Possiede un corpo quasi del tutto nero (che gli permette di essere praticamente invisibile di notte), due paia di grandi ali (che gli conferiscono una grandissima velocità e controllo di volo) e due membrane caudali sulla coda, essenziali all'animale per prendere il volo e controllarlo. La sua potenza di fuoco è superba: una miscela semisolida di ossigeno e acetilene che esplode con un potente impatto distruggendo ogni cosa e con una precisione di tiro invidiabile. Il Furia Buia può anche controllare l'intensità del colpo sparato, variando da una potente esplosione, annunciata da un caratteristico suono, simile a un fischio, di carica, a una semplice e quasi innocua fiammella concentrata in un flusso continuo. La sua corporatura ricorda l'Axolotl, mentre il comportamento è quasi identico a quello di un gatto e di un cane. Nonostante la sua natura feroce, è il più intelligente fra i draghi, capace di analizzare le situazioni e risolvere problemi che metterebbero in difficoltà chiunque. Hiccup possiede un esemplare chiamato Sdentato (Toothless), chiamato così per via dei denti retrattili; ha subito l'amputazione di metà della membrana caudale e perciò è l'unico drago che non riesce a volare da solo. Sdentato è la controparte del suo cavaliere: il fatto che alla fine entrambi abbiano perso una loro parte del corpo li rende simbolicamente eguali. Prima della loro amicizia, nessuno aveva mai visto una Furia Buia e, per motivi sconosciuti, Sdentato è l'unico esemplare della specie presente su Berk. A differenza delle altre razze presentate nel film, la Furia Buia è totalmente originale, non ispirata da materiale proveniente dai libri.
- Uncinato Mortale: l'Uncinato Mortale è il rappresentante della classe Sharp. Ha solitamente un'indole aggressiva e un temperamento molto suscettibile e vanitoso. Sfoggiando inconfondibili squame dai colori brillanti, somiglia moltissimo a un uccello nell'aspetto e nel comportamento, e nonostante possegga solo le zampe posteriori oltre alle ali, questo drago è un agile e veloce corridore, oltre a essere un volatore acrobatico e resistente. Relativamente facile da sconfiggere grazie al punto cieco posto proprio davanti a lui, possiede tuttavia il fuoco più caldo di tutti i draghi, capace di fondere all'istante l'acciaio. Sulla coda possiede numerosi spuntoni retrattili, che vengono eretti in segno di minaccia e possono essere lanciati come proiettili contro l'avversario. Un esemplare femmina, Tempestosa (Stormfly), è cavalcato da Astrid.
- Gronkio: rappresentante della classe Boulder, il Gronkio è tra i più forti della sua classe, soprattutto nelle mascelle; ha una testa enorme e un corpo minuscolo a confronto, con una tozza coda a mazza, fornita di spuntoni a cono smussato, mentre la pelle è durissima e molto bitorzoluta. Le ali del Gronkio ricordano come movimento quelle delle libellule e dei colibrì, e per farlo volare battono a una cadenza maggiore; questo drago è noto per essere capace di dormire mentre vola, volare di lato e persino all'indietro. Generalmente pigro e scontroso, il Gronkio è un combattente spietato e tenace, ma allo stesso tempo molto leale al suo cavaliere. Oltre ai pesci, il Gronkio si ciba di sassi che risputa poi in forma di pietre infuocate o lava. Un esemplare femmina, Muscolone (Meatlug), è cavalcato da Gambedipesce.
- Incubo Orrendo: rappresentante della classe Stoker, l'Incubo Orrendo è uno dei più feroci e temuti tra i draghi. Differentemente dagli altri draghi, le sue zampe anteriori e le ali sono fuse insieme come in uno pterosauro; all'estremità delle ali possiede inoltre lunghissimi artigli a forma di uncini, che gli consentono di aggrapparsi a qualsiasi superficie verticale e strisciare lungo i muri e le pareti. La sua strategia d'attacco preferita è quella di prendere momentaneamente fuoco, il che deriva dal ricoprirsi preventivamente del suo stesso sputo incendiario; questa tecnica, utilizzabile anche dopo aver terminato i suoi colpi di fuoco derivanti da un gel appiccicoso, lo rende un avversario affrontabile solo dai vichinghi più esperti come Stoick. Un esemplare maschio, Zannacurva (Hookfang), è cavalcato da Moccicoso.
- Orripilante Bizippo: sicuramente uno dei draghi meno comuni che si possano incontrare al mondo, l'Orripilante Bizippo ha un metodo di soffiare fuoco unico nel mondo dei draghi: ha infatti due teste completamente indipendenti, ognuna con una propria mente e personalità, una produce un gas nocivo e altamente infiammabile, la seconda genera scintille, creando insieme esplosioni letali. I suoi denti possono inoltre iniettare veleno per predigerire le prede. Ha le ali proporzionate al corpo e possiede pupille molto sottili. Questo drago, che rappresenta la classe Fear, assomiglia al mostro mitologico Idra, e ha una livrea e la forma delle teste che ricordano una pianta carnivora. Un esemplare maschio è cavalcato da Testabruta, che cavalca la testa sputa-gas chiamata Vomito (Barf), e da Testaditufo, che cavalca la testa sputa-scintille chiamata Rutto (Belch).
- Terribile Terrore: uno dei più piccoli draghi esistenti, avendo un corpo non più grande di quello di un gatto e due piccole ali. Questo animale sociale si sposta in gruppo solitamente, ed è molto curioso e indagatore pur non brillando per concentrazione. I Terribili Terrori sono anche molto litigiosi e territoriali, e combattono spesso tra di loro. Anche se piccolo, questo drago della classe Stoker è veloce e ha una millimetrica precisione di fuoco e i suoi colpi, annunciati da un sibilo, sono più simili a spari che a zaffate di fuoco, tanto da essere considerato il cecchino del mondo dei draghi.
- Morte Rossa: è l'antagonista principale del film. Il più mostruoso e gigantesco di tutti i draghi, la Morte Rossa è un colosso armato di una grossa mazza chiodata sulla coda e sei orribili occhi, inserito nella classe Titan. Secondo i creatori del film questo drago vive 2000 anni, durante i quali depone fino a 3000 uova. I piccoli poi nel corso dei successivi 100 anni si divorano a vicenda finché non ne rimane uno solo (quindi le uova sono partenogenetiche). La sua pelle pesantemente corazzata gli consente di resistere al caldo più estremo, e di vivere persino all'interno dei vulcani. A differenza degli altri draghi non ha un punto cieco grazie ai suoi sei occhi, e produce giganteschi torrenti di fuoco da essere più che sufficienti per annientare qualsiasi nemico. Antagonista principale del film, questo particolare Morte Rossa si instaurò nel nido degli altri draghi secoli fa, e da allora li minaccia costringendoli a rubare il bestiame, poiché chi non adempiva al compito di nutrirla veniva a sua volta mangiato. Per questo motivo questa mostruosità si può definire "la regina" del nido dei draghi e gli altri draghi gli "operai", a detta di Astrid; il suo sesso è sconosciuto, ma si crede essere una femmina poiché depone una miriade di uova. La controparte letteraria della Morte Rossa si chiama Morte Verde (Green Death, il cui nome viene ricordato nella colonna sonora del film) o anche Senzapietà (Merciless).

### Draghi citati
I seguenti draghi sono stati soltanto citati di sfuggita nel film, ma in seguito sono stati meglio presentati nei corti successivi.
- Cambia-ala: riesce a mimetizzarsi perfettamente in qualsiasi ambiente fino a rendersi invisibile, ma questa capacità comporta che la sua pelle sia più morbida e vulnerabile per via delle sue proprietà di variazione cromatica; sputa acido rovente. Rappresenta la classe Mystery.
- Morte Sussurrante: privo di zampe, scava masticando il terreno con le sue numerose file rotanti di denti affilatissimi; ha una natura molto aggressiva, ma un modo per addestrarlo è quello di pulirgli i denti. Appartiene alla classe Boulder.
- Rubaossa: attacca sul suo corpo ossa di altri draghi per crearsi un'armatura naturale che lo difenda dagli attacchi, e per trovare il pezzo perfetto per completare la sua armatura non si fa fermare da niente. Appartiene alla classe Mystery; appare nel corto La leggenda del drago Rubaossa, in cui si scopre essere un vecchio nemico di Skaracchio. Nel film viene chiamato anche Spaccaossa.
- Scalderone: questo rettile marino può raggiungere dimensioni impressionanti, e per attaccare aspira acqua di mare che poi rispruzza in un getto di acqua bollente riscaldata nel suo stomaco come se fosse un calderone. Rappresenta la classe Tidal.
- Skrill: caccia durante le tempeste e si dice che cavalchi i fulmini per raggiungere velocità ipersoniche, inoltre può anche assorbire la potenza dei fulmini per poi sfogarla sotto forma di un fascio di saette ad alta potenza dalla bocca. Appartiene alla classe Strike.
- Snaptrapper: è un grosso drago dotato di quattro teste, ognuna delle quali ha tre ganasce. Come l'Orripilante Bizippo possiede una coda biforcuta. Tutte e quattro le sue teste si aprono in tre parti e nella sua bocca sono presenti tre lingue che emanano una nebbia infiammabile contenente metano che emette un profumo di cioccolato, che usa per attirare le prede ma può anche emanare un odore nauseante per scacciare i predatori, caratteristiche ricorrenti in alcune piante carnivore. Nonostante la sua ampia apertura alare non vola molto velocemente preferendo muoversi a terra. Abita nelle zone umide, ama la pioggia e adora giocare nel fango. Appartiene alla classe Fear.
- Tagliaboschi: privo di zampe ma capace di appoggiarsi sulla coda o sulle ali, può tagliare in due un albero usando le sue affilatissime ali e gli unghioni; per via della mancanza di zampe non riesce a grattarsi in certi punti, ma se qualcuno lo farà al posto suo il Tagliaboschi sarà suo amico per sempre. Appartiene alla classe Sharp. Viene chiamato anche Boscaiolo.
- Tamburo Furente: vive vicino all'acqua e riesce a produrre dalla gigantesca bocca onde soniche tanto potenti da affondare una nave e uccidere un uomo a distanza ravvicinata - si dice che questo ruggito gli sia stato donato da Thor in persona; quando il suo uovo si schiude crea un boato così potente che si dice scuota il cielo. Appartiene alla classe Tidal.

## Produzione
Nella fase di sviluppo iniziale, la trama seguiva quella del romanzo originale, ma è stata poi modificata. Circa a metà strada attraverso la produzione, Chris Sanders e Dean DeBlois, i registi e ideatori di Lilo & Stitch, divennero co-registi. La trama originale è stata "molto fedele al libro", ma era considerata orientata a un pubblico troppo giovane e troppo "dolce" e "capriccioso", secondo Baruchel.
Nel romanzo, il drago di Hiccup è senza denti e incredibilmente piccolo per essere un drago, caratteristiche fisiche che nel film sono riprese nel Terribile Terrore; nel film è una Furia Buia, il più raro di tutti i draghi, ed è grande abbastanza da essere cavalcato contemporaneamente da Hiccup e da Astrid. Anche i personaggi umani hanno subito delle modifiche rispetto ai libri: il personaggio di Gambedipesce, ad esempio, nei romanzi è il migliore amico di Hiccup, mentre nel film fa parte del gruppo dei ragazzi che lo emarginano, pur non stuzzicando mai Hiccup in sostanza. Moccicoso nei libri è il cugino di Hiccup, cosa che nel film non è stata definita. TestadiTufo poi nel romanzo è figlio unico, e il personaggio di Astrid infine risulta essere la fusione di due personaggi originali dei libri. I registi assunsero il direttore della fotografia Roger Deakins (noto per la frequente collaborazione con i fratelli Coen) come consulente visivo per aiutarli con illuminazione e l'aspetto generale del film e soprattutto per "aggiungere una sensazione di live-action".
In linea con il tono più maturo del film, gli amministratori hanno deciso che gli eroi avrebbero dovuto sconfiggere il grande drago, ma il fatto di farli rimanere illesi dopo lo scontro avrebbe danneggiato l'autenticità tematica della storia. Per rimediare a ciò, il climax del racconto è stato cambiato per avere Hiccup ferito e in stato di incoscienza dopo essere stato quasi ucciso nella disfatta del drago. Inoltre, nell'epilogo Hiccup riprende conoscenza per scoprire che la sua gamba sinistra è stata amputata sotto il ginocchio, proprio come il suo compagno drago ha perso l'ala posteriore sinistra della coda. Quando questa scena è stata proiettata per il pubblico di prova, i produttori sono stati contattati dai genitori tra il pubblico per lodare lo sviluppo storia e chiesero che la scena fosse mantenuta nel montaggio finale. In aggiunta, Cressida Cowell ha approvato le modifiche, dicendo che sono fedeli allo spirito dei suoi libri.
Il budget per la realizzazione del film è stato di 165 000 000 $.

## Colonna sonora
La colonna sonora del film è stata composta da John Powell. L'album, intitolato How to Train Your Dragon: Music from the Motion Picture, è distribuito sotto l'etichetta Varèse Sarabande ed è stata candidata al Premio Oscar come migliore colonna sonora nel 2011. È stata pubblicata su etichetta Varèse Sarabande.

### Tracce
Di seguito le tracce contenute nell'album:
1. This Is Berk – 4:10
2. Dragon Battle – 1:54
3. The Downed Dragon – 4:16
4. Dragon Training – 3:10
5. Wounded – 1:25
6. The Dragon Book – 2:22
7. Focus, Hiccup! – 2:05
8. Forbidden Friendship – 4:10
9. New Tail – 2:47
10. See You Tomorrow – 3:53
11. Test Drive – 2:36
12. Not So Fireproof – 1:12
13. This Time For Sure – 0:43
14. Astrid Goes For A Spin – 0:43
15. Romantic Flight – 1:56
16. Dragon's Den – 2:26
17. The Cove – 1:10
18. The Kill Ring – 4:28
19. Ready The Ships – 5:13
20. Battling The Green Death – 6:18
21. Counter Attack – 3:05
22. Where's Hiccup? – 2:43
23. Coming Back Around – 2:51
24. Sticks & Stones – 4:17
25. The Vikings Have Their Tea – 2:03

La traccia Sticks & Stones che accompagna i titoli di coda, è stata scritta ed è interpretata dal cantante e chitarrista di origine islandese Jónsi conosciuto anche come membro dei Sigur Rós.

## Distribuzione
Il film è uscito nelle sale cinematografiche statunitensi e italiane il 26 marzo 2010.
In Italia, il 20 gennaio 2019, in occasione dell'uscita di Dragon Trainer - Il mondo nascosto, il film è stato riproposto nel circuito The Space Cinema.

### Edizione italiana
La direzione del doppiaggio e i dialoghi italiani sono a cura di Marco Mete, per conto della CVD.

## Accoglienza

### Critica
Il film ha ricevuto recensioni entusiaste da parte della critica. Da parte degli aggregati di recensioni, Dragon Trainer ha ottenuto un punteggio positivo del 93% da parte dei "Top Critics" (27 recensioni) e del 98% dagli altri critici (150 recensioni). Il consenso del sito è il seguente: "Vantando un'animazione abbagliante, una sceneggiatura con sorprendente profondità drammatica e avvincenti sequenze in 3-D, Dragon Trainer spicca il volo". Il film ha vinto diversi premi ed è stato candidato agli Oscar come miglior film d'animazione nel 2011 (perdendo però in favore di Toy Story 3).

### Incassi
Il film è stato distribuito in 3D in 4 055 sale ottenendo 43 732 319 $ nel weekend d'apertura. Il 23 luglio, dopo 120 giorni di programmazione, il film ha incassato 217 581 231 $ negli Stati Uniti e 277 297 528 $ nel resto del mondo, per un totale di 494 878 759 $, divenendo così il più grande successo per un film Dreamworks senza considerare la saga di Shrek.

## Riconoscimenti
- 2011 - Premi Oscar
  - Nomination Miglior film d'animazione a Chris Sanders e Dean DeBlois
  - Nomination Miglior colonna sonora a John Powell
- 2011 - Golden Globe
  - Nomination Miglior film d'animazione a Chris Sanders e Dean DeBlois
- 2011 - Premi BAFTA
  - Nomination Miglior film d'animazione a Chris Sanders e Dean DeBlois
  - Nomination Miglior colonna sonora a John Powell
- 2011 - Annie Awards
  - Miglior lungometraggio d'animazione alla DreamWorks Animation
  - Miglior regia a Chris Sanders e Dean Deblois
  - Miglior doppiatore a Jay Baruchel
  - Miglior sceneggiatura a William Davies, Dean DeBlois e Chris Sanders
  - Miglior storyboarding a Tom Owens
  - Miglior scenografia a Pierre Olivier Vincent
  - Miglior colonna sonora a John Powell
  - Migliori effetti animati a Brett Miller
  - Miglior animazione dei personaggi a Gabe Hordos
  - Miglior progettazione dei personaggi a Nico Marlet
  - Nomination Miglior spot televisivo animato alla DreamWorks Animation
  - Nomination Miglior doppiatore a Gerard Butler
  - Nomination Miglior storyboarding ad Alessandro Carloni
  - Nomination Migliori effetti animati a Jason Mayer
  - Nomination Miglior animazione dei personaggi a Jakob Hjort Jensen
  - Nomination Miglior animazione dei personaggi a David Torres

## Sequel
In relazione al successo internazionale del film, Jeffrey Katzenberg annunciò al giornale The Hollywood Reporter che i propositi per il futuro su Dragon Trainer erano di renderlo uno dei media franchise più redditizi per l'azienda che volevano superasse anche la saga di Shrek. In merito a ciò, fu annunciato un seguito per il grande schermo per la seconda metà del 2014, una serie televisiva, una simulazione interattiva in rete e uno spettacolo itinerante dal vivo.
I sequel sono due: 
- Dragon Trainer 2, uscito il 13 giugno 2014 negli Stati Uniti e il 16 agosto 2014 in Italia.
- Dragon Trainer - Il mondo nascosto, la cui data d'uscita è stata rimandata diverse volte[8] finché fu annunciata la data definitiva, il 22 febbraio 2019 negli Stati Uniti e il 31 gennaio 2019 in Italia.[9]

Nel 2010 è stato realizzato il cortometraggio La leggenda del drago Rubaossa, trasmesso in televisione il 14 ottobre 2010 e distribuito come contenuto speciale in Blu-ray e doppio DVD del film originale il giorno successivo.
Il 15 novembre 2011 è stato messo in commercio negli Stati Uniti un altro cortometraggio, Dragons: Il dono del drago, uscito in Italia nel 2012, sempre in formato Blu-ray e DVD.

## Serie televisiva
Dal 7 agosto 2012 è in onda sul canale televisivo statunitense Cartoon Network una serie animata tratta dal film, Dragons. In Italia la serie viene trasmessa su Cartoon Network a partire dal 4 marzo 2013 e poi su Boing dal 3 settembre dello stesso anno. Nella serie compaiono nuovi personaggi, per lo più nemici, e soprattutto nuovi draghi e informazioni su di essi. Una seconda serie animata, DreamWorks Dragons: Rescue Riders, ha debuttato nel 2019 su Netflix.

## Remake live-action
Il 14 marzo 2025 (poi rimandato al 13 giugno) è uscito un remake live action del film che ricopre il primo film del franchise. Il progetto è iniziato il 30 giugno 2023 a Los Angeles. Le riprese sono cominciate il 16 gennaio 2024 e si sono concluse il 17 maggio successivo.